# Mošnov
Mošnov es una localidad del distrito de Nový Jičín en la región de Moravia-Silesia, República Checa, con una población estimada a principio del año 2018 de 724 habitantes. 
Se encuentra ubicada en el centro-sur de la región, a poca distancia del curso alto del río Óder, y cerca de la frontera con las regiones de Olomouc y Zlín.